# Клоака
Клоака је задњи део црева у који се уливају изводни канали система органа за излучивања и размножавање, првенствено оних које легу јаја као што су жабе, птице и гмизавци. У клоаку улазе и гонадукти (јајовод и семеновод), али и мокраћовод. Такав отвор карактеристичан је за велики број кичмењака. Изузетак су готово сви сисари, неки гмизавци и рибе. Рибе имају посебан отвор за полне „продукте“, јајашца и сперму. Клоаке су еволуцијска предност, мањи број телесних отвора смањује и могућност инфекције чији извор може бити управо телесни отвор.
Клоака се наставља на задње црево (rectum), који је део дебелог црева (intestinum crassum).
Редак изузетак међу сисарима са плацентом је дабар и неколико врста из породице тенрека. И те животиње су у ранијим фазама свог развоја имале два телесна отвора, но касније се поново развила секундарна клоака, што се сматра прилагођавањем условима живота. Код кљунара клоака је првобитна, изворна особина. То их разликује од торбара и сисара са плацентом, а и дало им је њихово научно име Monotremata (једноотворни).